# ISRC
O ISRC — abreviação de International Standard Recording Code, ou Código de Gravação Padrão Internacional — definido pela ISO 3901, é um padrão internacional de código para identificar de forma única gravações sonoras e de video. O IFPI foi designado pela ISO como autoridade de registro para o padrão. O comitê TC46/SC9 é o responsável pelo padrão.

## Formato
O código ISRC tem o comprimento de 12 caracteres, na forma "CC-XXX-YY-NNNNN" (os hífens não fazem parte do código ISRC, sendo utilizados apenas para facilitar a visualização escrita do mesmo). As quatro partes do código são definidas como:
| Código | Significado |
| ------ | --- |
| CC     | Corresponde aos dois caracteres relativos ao país de origem, de acordo com a ISO 3166-1 alpha-2.                                                                                  |
| XXX    | Três caracteres alfanuméricos, identificando a organização associada ao código. Tipicamente, o órgão regulador de cada país atribui um código de três letras para cada gravadora. |
| YY     | Corresponde aos últimos dois dígitos do ano de registro (que não correspondem necessariamente ao ano em que a gravação foi feita).                                                |
| NNNNN  | Número único de cinco dígitos identificando uma trilha em particular de uma gravação.                                                                                             |

Por exemplo, a gravação da música "Enquanto Houver Sol", do grupo brasileiro Titãs, teve alocada o código ISRC BRBMG0300729, onde:
- BR corresponde ao Brasil;
- BMG à gravadora BMG;
- 03 pelo ano de 2003;
- 00729 identifica unicamente a música.

A especificação Red Book do CDs de áudio contempla a gravação de códigos ISRC nos discos.